# Peștera cu Oase
Peștera cu Oase je systém dvanácti krasových jeskyň nacházející se poblíž města Anina v župě Caraș-Severin na jihozápadě Rumunska. Byly zde v roce 2002 nalezeny nejstarší evropské pozůstatky moderního člověka staré 37 000 až 42 000 let. Jde o fosilie dvou až tří lebek.
Zatímco dolní čelist "Oase 1" patřila zralému jedinci (někdy je zván Ion z Aniny), lebka "Oase 2" je připisována dospívajícímu jedinci. Další analýzy jsou již méně jisté. Nalezená levá spánková kost patří buď ke třetí, zřejmě ženské lebce (pak se značí jako „Oase 3“), nebo k lebce „Oase 2“. Nenalezení pochodní, dřevěného uhlí nebo nástrojů by mohlo naznačovat, že lidské ostatky mohly být do jeskyně zaneseny vodou.
Vzorky vykazují řadu rysů „moderního člověka“, jako je vyčnívající brada, žádný hřeben obočí, vysoká a zaoblená mozkovna. Přesto zároveň nesou některé archaické rysy jako je velký obličej, velký hřeben kosti za uchem a velké zuby, které se směrem dozadu ještě zvětšují - jako kdyby šlo o směs rysů lidských a neandrtálských. Tento pocit badatelů potvrdil genetický výzkum, který v roce 2015 odhalil, že fosilie Oase 1 měla nedávného neandrtálského předka s odhadem 5-11 % neandertálské autozomální DNA. 12. chromozom vzorku byl dokonce z 50 % neandrtálský. To je nejvyšší procento neandrtálských genů nalezených u anatomicky moderního člověka. Jde o jeden ze vzácných a pozoruhodně přesvědčivých důkazů, že moderní lidé (dříve nazývaní obvykle kromaňonci) a neandrtálci se mísili. U "Oase 2" je neandrtálských přibližně 6 % genomu, což je méně než u "Oase 1", je to však stále mnohem více, než vykazují jiné genomy z paleolitu. Objev vedl k zásadnímu přehodnocení doposavad převládající teorie, že kromaňonci a neandrtálci se nemísil, ale že neandrtálci byli postupujícími kromaňonci vytlačeni na západní pobřeží Evropy, kde vyhynuli. Matoucím se totiž dlouho jevila takřka úplná ztráta neandertálských linií mtDNA u současných lidí. Podle genetiků je ale toto vymizení vysvětlitelné i bez teorie minimálního mísení při kontaktu obou typů lidí.
Zdá se, že „Oase 1“ a „Oase 2“ pocházejí z příbuzných, ale ne nutně identických populací. Ani "Oase 2" ani "Oase 1" nejsou geneticky zvlášť blízcí žádné moderní lidské populaci. Podle genetiků má Oase 2 nicméně geneticky blíže k moderním východoasijským populacím než k moderním Evropanům, zatímco Oase 1 vykazuje naopak genetickou afinitu k Evropanům z doby ledové, což se badatelům jeví obzvláště pozoruhodné.
Fosilie jsou nadále zkoumány, a to na Australské národní univerzitě, Univerzitě v Bristolu, Univerzitě v Bergenu, Oxfordské univerzitě, v Institutu Maxe Plancka a na Vídeňské univerzitě.
Jeskyně patrně sloužila především jako hibernační místnost pro pozdněpleistocenního jeskynního medvěda (Ursus spelaeus), ale její neobvyklé uspořádání, jako je umístění některých kamenů na vyvýšená místa, speleology přimělo předpokládat lidskou činnost. Tento předpoklad se v roce 2002 potvrdil. Objev fosilií učinili rumunští speleologové Ștefan Milota, Adrian Bîlgăr a Laurențiu Sarcina. Objevenou krasovou komoru nazvali Peștera cu Oase, neboť to v překladu značí "Jeskyně s kostmi". V červnu 2003 další výzkumný tým tvořený Ștefanem Milotou, Ricardem Rodrigem a Mirceou Gherasem objevil v jeskyni další lidské pozůstatky.